# اللجنة الوطنية للطاقة الذرية (الأرجنتين)
اللجنة الوطنية للطاقة الذرية (بالإسبانية: Comisión Nacional de Energía Atómica)‏ ( CNEA ) هي الوكالة الحكومية الأرجنتينية المسؤولة عن أبحاث وتطوير الطاقة النووية في البلاد.
تم إنشاء اللجنة الوطنية للطاقة الذرية في 31 مايو 1950، بهدف تطوير ومراقبة الطاقة النووية للأغراض السلمية في البلاد.
تشمل مرافق اللجنة الوطنية للطاقة الذرية مركز باريلوتشي الذري (في سان كارلوس دي باريلوتشي )، ومركز كونستيتيونتيس الذري (في بوينس آيرس )، ومركز إيزيزا الذري (في إيزيزا ، مقاطعة بوينس آيرس ). تقوم اللجنة بتشغيل مفاعلات بحثية في كل موقع من هذه المواقع.

## أنظر أيضاً
- الطاقة النووية في الأرجنتين
- معهد ساباتو للتكنولوجيا
- إنفاب
- الوكالة الدولية للطاقة الذرية
- مشروع هويمول

## روابط خارجية
- الموقع الرسمي
- US3,960,548 -- "Process for the separation of components in multicomponent mixtures, for the case wherein the diagram of binary phases of the two major components presents a monotectic and their densities are different," 1976
- US5,547,714 -- "Ion beam deposition of diamond-like carbon films," 1996.